# Incala lineola
Incala lineola är en skalbaggsart som beskrevs av John Obadiah Westwood 1842. Incala lineola ingår i släktet Incala och familjen Cetoniidae. Inga underarter finns listade i Catalogue of Life.